# 泥濘期

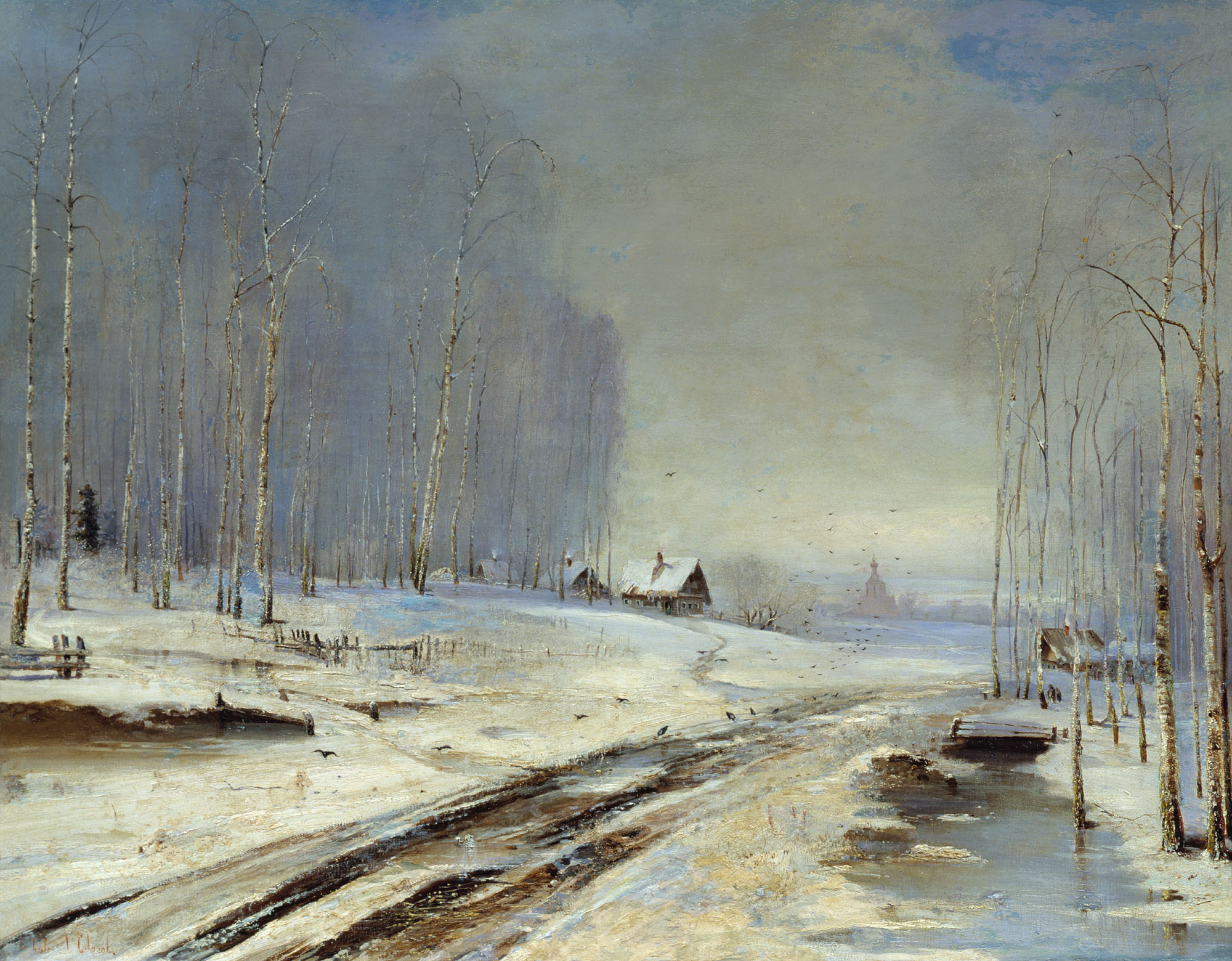
『Распутица』(Sea of Mud)（アレクセイ・サヴラソフ、1894年）

泥濘期（でいねいき、ロシア語: распу́тица, ラテン rasputitsa; IPA: [rɐsˈputʲɪtsə]、ラスプティツァ）は、
舗装されていない道路が春の雪解けや秋雨によって泥沼状態になって移動や国土の横断が困難になる季節。ロシア語の"распутица"は、泥濘期の悪路やぬかるみもさす。

## 語の成り立ちと同義の表現
"распу́тица"は、語根からみると「道路」「道」あるいは「旅する」を意味する語幹の"путь" (/putʼ/) に、「食い違い」や「相違」を意味する接頭辞の"рас-"  (/ʀas/) と、女性名詞での縮小語尾の"-ица" (/it͡sə/) とが付け加わって成り立っている。ロシアでは、この語は1年の中で、春と秋とに2度、言及されることになり、その時季の道路状況をもさす。
ウクライナでは同様の語として、бездоріжжя ( 発音) が、通常は春に用いられ、時に秋に用いられることもある。未舗装路、走行跡、小道、あるいは排水不良なオフロード域で雨や融雪が、道路を通行不能な深い泥濘に変える時季をいう。
同様の語は、スウェーデン語に"menföre"（「上手くない」の意）、フィンランド語に "kelirikko" （「道路が壊れた状態」の意）がある。ともに舟でゆくには水が凍り過ぎているが、徒歩や他の乗り物で渡るには十分な強さは無いような場合も当てはまる。また、東フィンランド方言に借用語で"rospuutto" (IPA: [ˈrospuːtːo])があり、ロシア語の"rasputitsa"と同様の用い方をする。

## 影響

### 平時

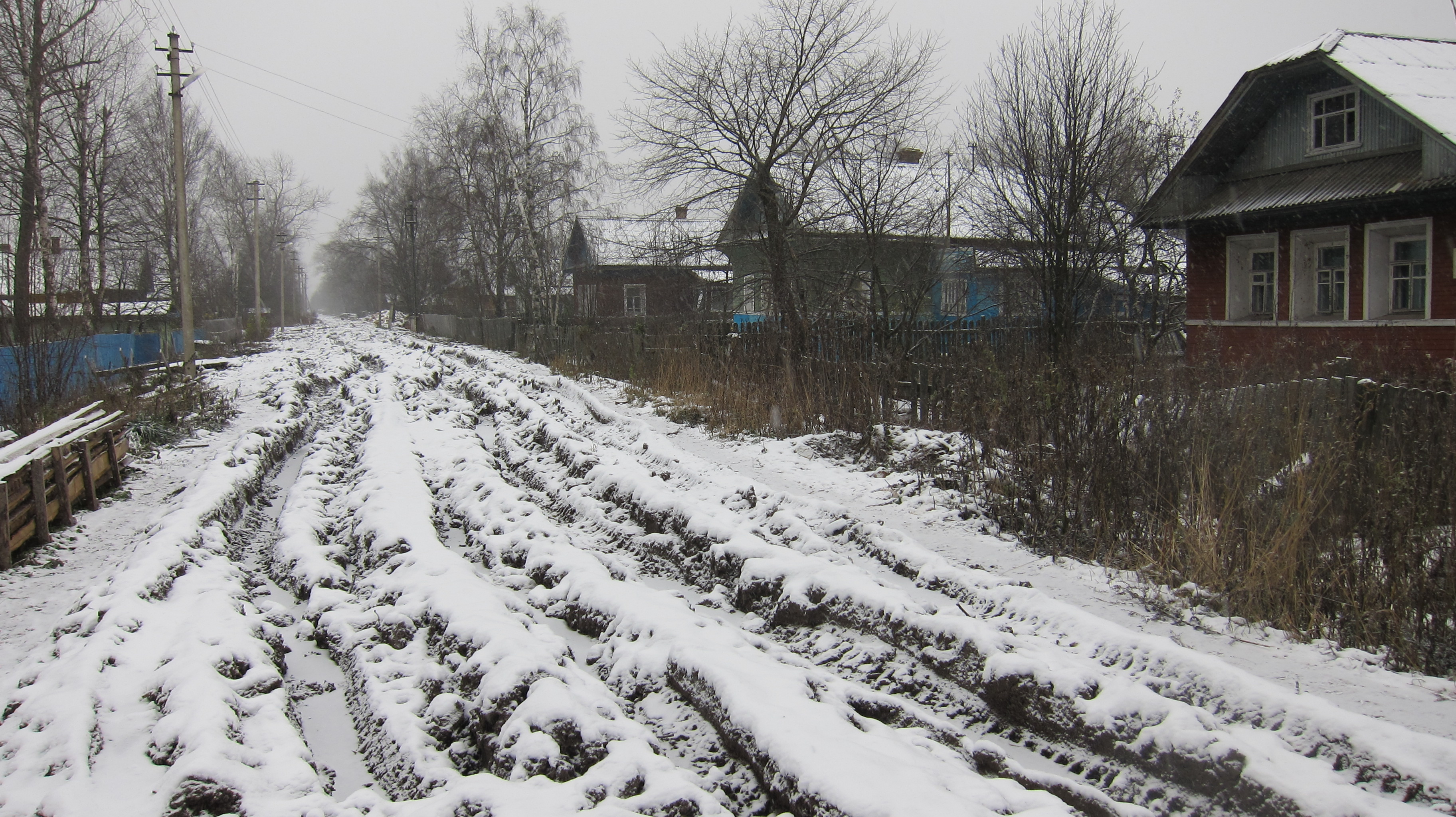
厚い雪に覆われ、一部が水浸しになったヴォログダ州ソコルのヴォロシロフ通り（2012年10月28日）

この語は、ベラルーシ、ロシア、それにウクライナで、泥濘化した道路状態をさし、それはこの地域の土地が粘土が積層した土壌からなり、水はけが悪いことによって引き起こされる。この時期にはロシアの特定の地域では、道路は重量制限や通行止めの対象になったりする。20世紀初頭のソ連では農村の4割に舗装道路が通じていなかったためにこの現象が障害となっていた。
ウクライナやロシア南部に広く分布する土壌であるチェルノーゼムと泥濘期のぬかるみを関連付ける言説もある。

### 戦時

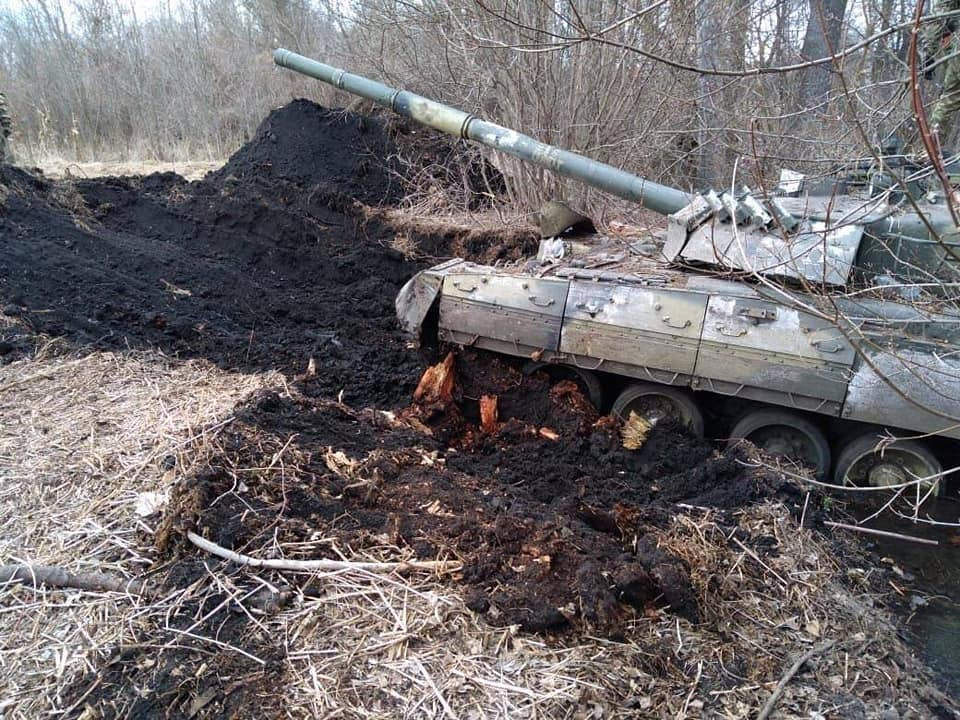
ウクライナ侵攻中に泥に嵌まってスタックしたロシア軍戦車（2022年3月29日）

ロシアにおける"rasputitsa"は、 戦時においては防衛上の利点としてよく知られている。それ故に「泥将軍」や「泥元帥」といった愛称で広く語られることもある。13世紀のモンゴルのルーシ侵攻の際、おそらく春の融雪は征服や略奪からノヴゴロドを救ったと考えられている。1812年のフランスのナポレオンのロシア遠征においても、この泥は大いなる障害であった。
第二次世界大戦中の欧州の東部戦線で、数か月に渡る泥濘期は、モスクワの戦い（1941年10月～1942年1月）の間、ナチス・ドイツのソ連への進撃を遅らせ、ドイツ軍のモスクワ占領からソ連の首都を救うのに役立った可能性がある。電撃戦という軍事ドクトリンの登場により戦車が夏や冬に作戦上の効果を発揮し易い一方で、鉄道輸送網が本領を発揮する春や秋にはあまり役には立たない欠点も露呈した。
2022年のロシアのウクライナ侵攻に先立ち、一部の専門家は、春の大規模な侵攻の障害となりうるものとして泥濘期の兵站上の課題を指摘していた。ロシアが国境を越え戦端を開いた時、多くの機動部隊が戦場となった原野と限られた主要道で立ち往生したことで、ウクライナ側の抵抗に加え兵站の問題が生じキーウその他地域へのロシア軍の進出が明確に遅延した。

## ギャラリー

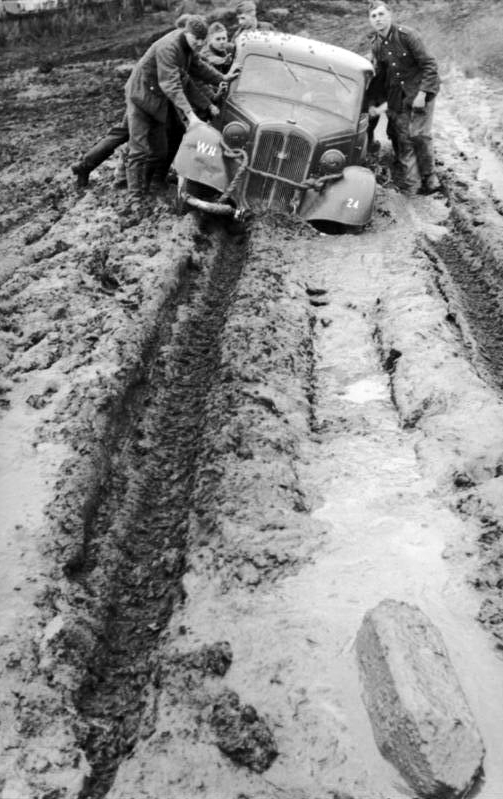
東部戦線で泥の中から車を押し出すドイツ国防軍の兵士。1941年10月。
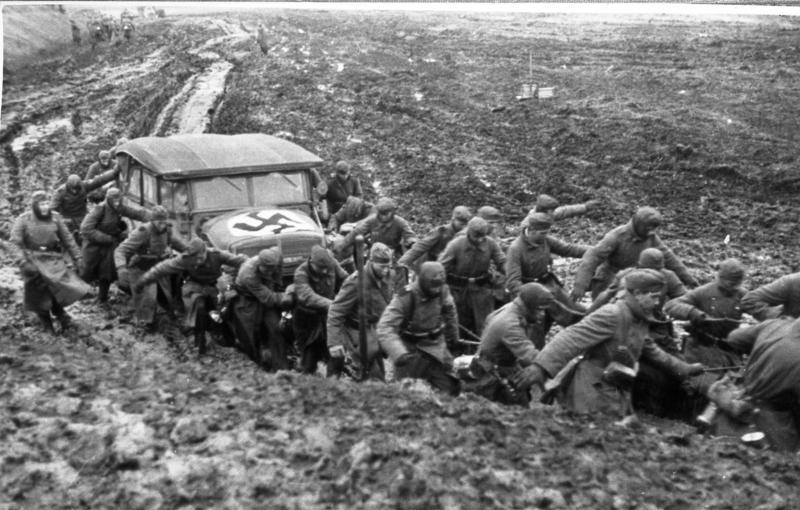
泥濘期のぬかるみから車両を引き出すドイツ国防軍の兵士。1941年11月。
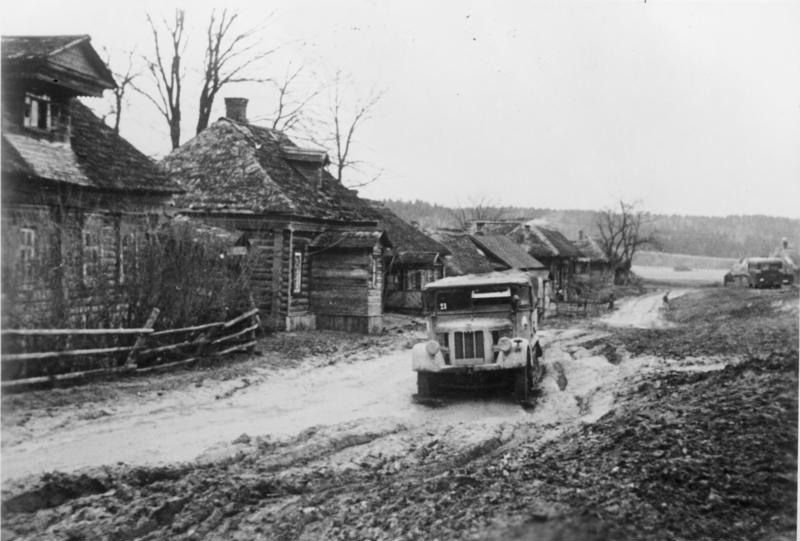
モスクワ近郊の村の通り。1941年11月。
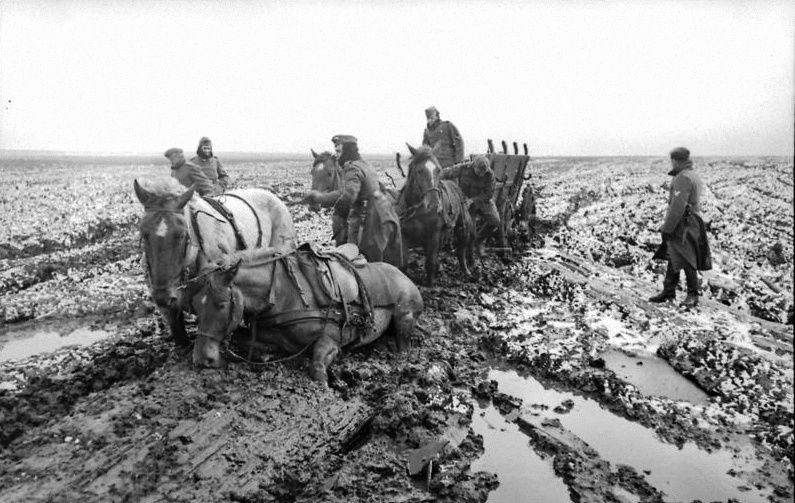
泥濘に深く嵌まり込んだチェレーガ（ロシア語版、英語版）（ロシアの四輪荷馬車）の（おそらく徴用された）ドイツ国防軍部隊。1942年3月～4月頃。
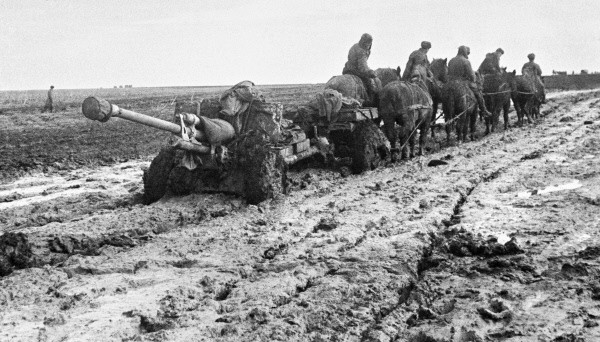
第一次ルジェフ＝スィチョーフカ攻勢（ロシア語版、英語版）で泥濘の中を馬を使って砲を移動する赤軍砲兵。1942年10月1日。
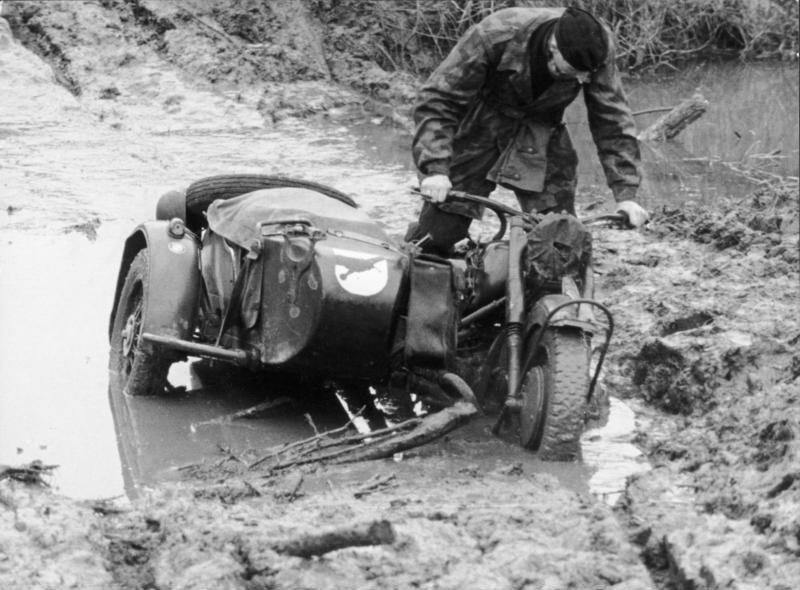
泥濘でスタックするサイドカー付きバイクの兵。1943年3月21日。